# Rhyacophila coclearis
Rhyacophila coclearis là một loài Trichoptera trong họ Rhyacophilidae. Chúng phân bố ở miền Ấn Độ - Mã Lai.